# Marlon Williams (cantante)
Marlon Williams (Christchurch, 31 dicembre 1990) è un cantante neozelandese.

## Biografia
Marlon Williams è salito alla ribalta col disco eponimo, arrivato al 7º posto nelle Official Aotearoa Music Charts e 31º nelle ARIA Charts, nonché certificato oro dalla Recorded Music NZ per le 7 500 unità equivalenti. Il successo riscosso dall'LP è stato sufficiente da fargli vincere due New Zealand Music Awards.
Sia Make Way for Love (oro; 2018) che My Boy (2022) hanno raggiunto il vertice delle classifiche neozelandesi. Il primo gli ha fruttato due ulteriori New Zealand Music Awards.
Ha trionfato agli Aotearoa Music Awards come Best Solo Artist nel maggio 2024. L'ottavo disco in studio Te whare tīwekaweka (2025) è stato il suo terzo progetto a finire in cima alle Official Aotearoa Music Charts e il quarto a entrare le ARIA Charts.

## Discografia

### Album in studio
- 2012 – Sad but True, Volume 1 (con Delaney Davidson)
- 2013 – Sad but True, Volume 2 (con Delaney Davidson e Tami Neilson)
- 2014 – Sad but True, Volume 3 (con Delaney Davidson)
- 2015 – Marlon Williams
- 2018 – Make Way for Love
- 2020 – Plastic Bouquet (con Kacy & Clayton)
- 2022 – My Boy
- 2025 – Te whare tīwekaweka

### Album dal vivo
- 2013 – Live at La Niche
- 2019 – Live at Auckland Town Hall

### Singoli
- 2016 – Dark Child
- 2017 – Vampire Again
- 2017 – Nobody Gets What They Want Anymore (feat. Aldous Harding)
- 2022 – Mr. Bojangles
- 2022 – My Boy
- 2024 – After the Revolution
- 2025 – Aua atu rā
- 2025 – Kāhore he manu e (con Lorde)
- 2025 – Rere mai ngā rau